# Delito
Delito è un singolo della cantante argentina Nathy Peluso, pubblicato il 18 gennaio 2021 come quarto estratto dall'album in studio di debutto Calambre.

## Tracce
Testi di Natalia Peluso, musiche di Rafael Arcaute, Federico Vindver, Pearl Lion, Gino Borri, Al Hug, Rvnes.
1. Delito – 3:23

## Classifiche
| Classifica (2021) | Posizione massima |
| ----------------- | ----------------- |
| Spagna            | 30                |